# Family Trainer

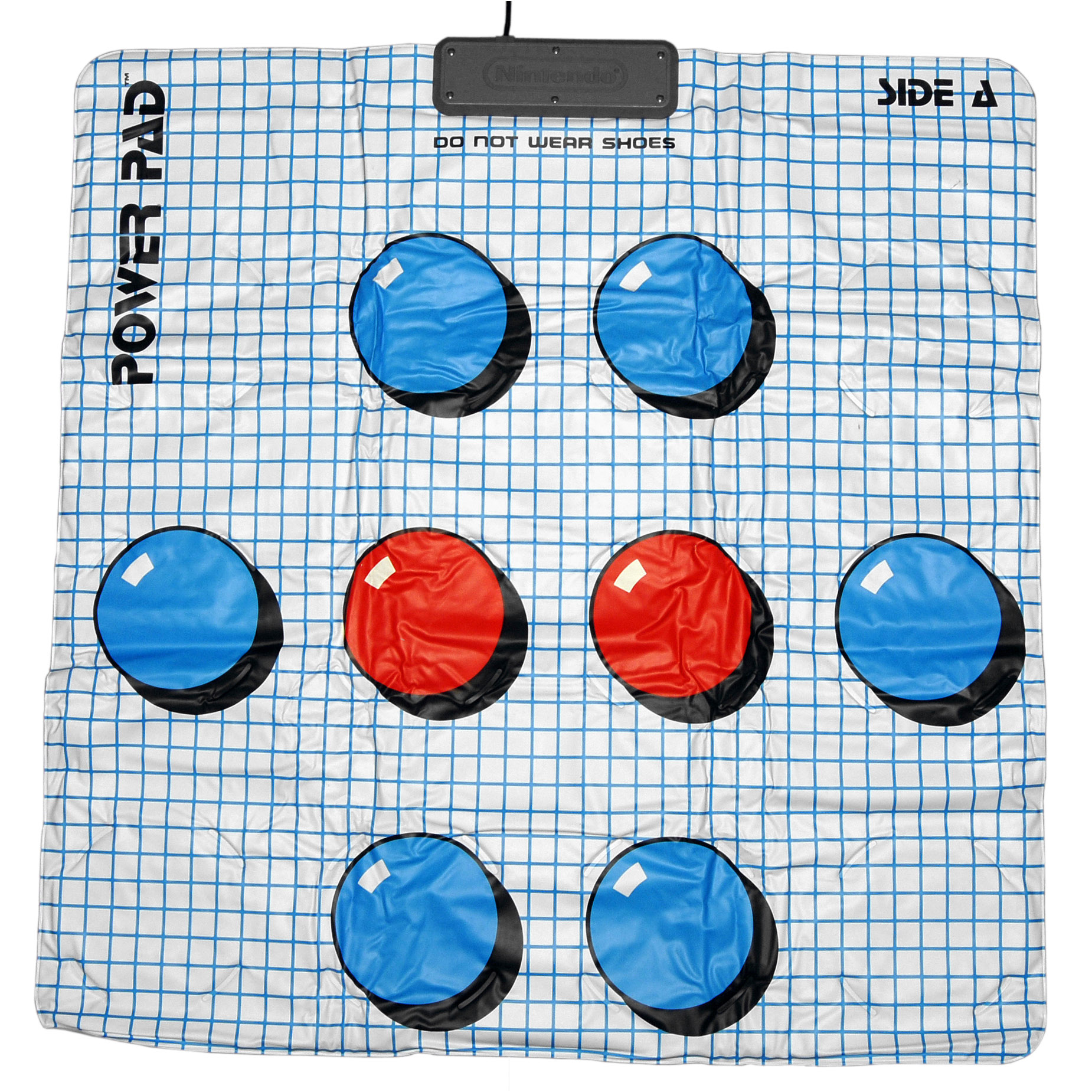
Sida A.

Family Trainer, i Japan känt som Family Trainer, och i Europa som Family Fun Fitness och i USA Power Pad är ett tillbehör till NES. Mattan användes till att hoppa på. för att kontrollera spelen.
Spelet Stadium Events såldes tillsammans med mattan.

## Kompatibla spel
Följande är en lista över alla 11 datorspel som skapades för användning med tillbehöret. Spelen utvecklades av Human Entertainment förutom de sista tre posterna i serien. Alla utom ett av dem publicerades av Bandai.
| Titel                                                      |
| ---------------------------------------------------------- |
| Athletic World                                             |
| Running Stadium / Stadium Events / World Class Track Meet' |
| Dance Aerobics                                             |
| Jogging Race                                               |
| Meiro Daisakusen                                           |
| Street Cop                                                 |
| Super Team Games                                           |
| Totsugeki! Fūun Takeshi Jō                                 |
| Fūun! Takeshi Jō Two                                       |
| Rai Rai! Kyonshis: Baby Kyonshi no Amida Daibōken          |
| Short Order / Eggsplode!                                   |

### Fotnoter
1. ↑  ”Stadium Events”. NES DB. 6 mars 1988. Arkiverad från originalet den 2 maj 2014. https://web.archive.org/web/20140502054720/http://www.nesdb.se/game_more.php?id=1596. Läst 13 juni 2014.